# Воля Якубова (заказник)
Во́ля Якубо́ва — лісовий заказник місцевого значення в Україні. Розташований у межах Дрогобицького району Львівської області, на південь від села Воля Якубова.
Площа 92,12 га. Статус присвоєно згідно з рішенням Львівської обласної ради від 17.04.2018 року. Перебуває у віданні ДП «Дрогобицьке лісове господарство» (Воля-Якубівське лісництво, кв. 44, вид. 1, 2, 8, 9, 10, 11, 11.1, 12, 12.1; кв. 45; кв. 46, вид. 13, 19, 20).
Статус присвоєно для збереження частини лісового масиву з типовими та рідкісними ялицево-дубовими насадженнями передкарпатських лісів. Особливу цінність тут становлять старовікові дерева дуба звичайного. Місце поширення ящірки зеленої — виду, занесеного до Червоної книги України. Також виявлено два види рослин, занесених до переліку регіонально-рідкісних у Львівській області: хвощ великий та щитник гребенястий. 